# (25138) Jaumann
(25138) Jaumann est un astéroïde de la ceinture principale.

## Description
(25138) Jaumann est un astéroïde de la ceinture principale. Il fut découvert le 17 septembre 1998 à la station Anderson Mesa par le programme LONEOS. Il présente une orbite caractérisée par un demi-grand axe de 2,66 UA, une excentricité de 0,11 et une inclinaison de 3,5° par rapport à l'écliptique.

## Compléments